# هالووین ۳: فصل جادوگر
هالووین ۳: فصل جادوگر (انگلیسی: Halloween III: Season of the Witch) فیلمی در ژانر ترسناک و علمی–تخیلی به کارگردانی تامی لی والاس است که در سال ۱۹۸۲ منتشر شد

## داستان
اکتبر ، در شمال کالیفرنیا ، صاحب مغازه هری گریمبریج سوم توسط یک مرد مرموز در لباس ، در امتداد جاده بی ثمر تعقیب می شود. او آن را به یک پمپ بنزین تبدیل می کند ، و ماسک جک فانوس را می چسباند. وی با حضور والتر جونز در ایستگاه به بیمارستان منتقل می شود. در بیمارستان ، هری تحت مراقبت دکتر دن چالیس ، پزشک الکلی است که با روابط بین او و همسر سابقش و همچنین فرزندانش تلاش می کند. آن شب ، مرد دیگری با کت و شلوار وارد اتاق بیمارستان هری می شود ، او را به قتل می رسانند ، سپس خود را به جان می اندازد. چند روز بعد ، دن در یک نوار با دختر هری ، الی ، روبرو می شود. او از وقایع عجیب شبانه که هری درگذشت ، به او می گوید و ماسکی را که پدرش هنگام بستری در بیمارستان بستری بود به او نشان می دهد.

## بازیگران
- تام اتکینز
- استیسی نلکین
- دن اوهرلیهی
- مایکل کوری
- نانسی کیز
- جاشوآ جان میلر
- تامی لی والاس
- جیمی لی کرتیس
- میدی نورمن
- دیک وارلاک